# Karl Bachl (Unternehmen)
Die Karl Bachl Fertigbau GmbH (Eigenschreibweise: BACHL) ist die Konzernobergesellschaft der Bachl-Gruppe, einem deutschen Hersteller von Dämmstoffen, Kunststoffen, Baustoffen und Bauelementen sowie Anbieter von Baudienstleistungen mit Hauptsitz im Röhrnbacher Ortsteil Deching.

## Geschichte

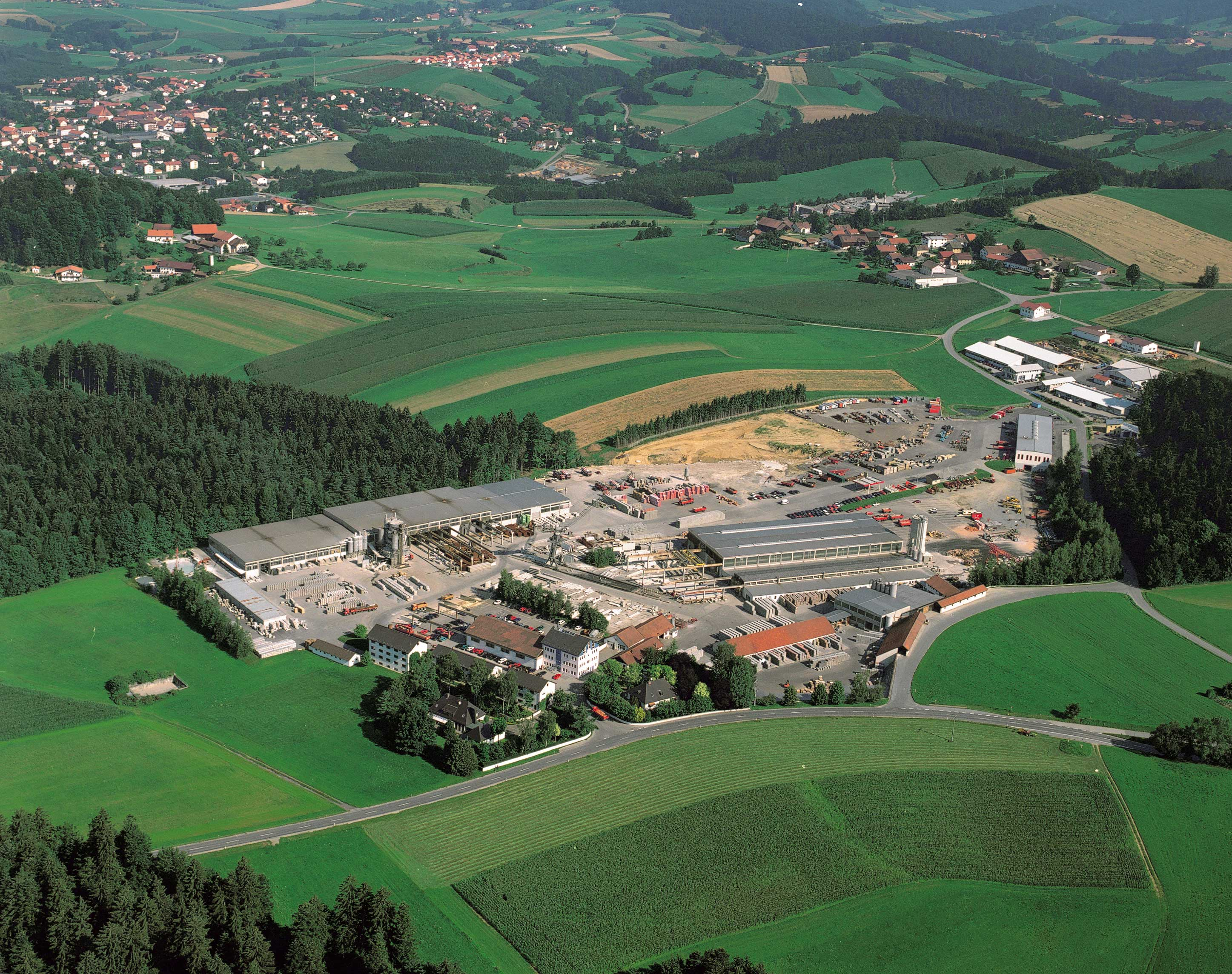
Firmensitz in Deching

Gegründet wurde das Unternehmen im Jahr 1926 in Deching als Produktionsstätte von Mauerziegeln. Nach dem Zweiten Weltkrieg wurde das Angebot von Produkten und Dienstleistungen rund um den Bausektor erweitert. Die anfangs kleine Ziegelei hat sich inzwischen zu einer Unternehmensgruppe mit über 2.800 Mitarbeitern im In- und Ausland entwickelt. Neben den deutschen Produktionsstandorten werden heute Werke und Handelsniederlassungen in Österreich, Tschechien, Ungarn, Italien, Polen, Kroatien und Rumänien betrieben.
Ab 1954 wurde die Produktpalette um Betonsteine, Stahlbeton-Fertigteile und Transportbeton erweitert. 1969 wurde die Kunststoffverarbeitung in Röhrnbach in Betrieb genommen, gefolgt von dem Geschäftsbereich Hoch- und Tiefbau. In den 1990er-Jahren expandierte die Karl Bachl GmbH & Co. KG mit den Bereichen Fenster- und Türen sowie einigen Dämmstoffwerken. Hierfür wurden 1994 das Dämmstoffwerk Brünn und 2000 das Dämmstoffwerk Bohumilice in Tschechien gegründet.

## Produkte
- Dämmstoffe
- Kunststoffe (Folien)
- Baustoffe
- Bauelemente (Fenster und Türen)
- Hoch- und Tiefbau
- Fertigteilbau
- Baudienstleistungen

## Tochterunternehmen
- Karl Bachl GmbH & Co. KG
- Karl Bachl Hoch- und Tiefbau GmbH & Co. KG
- Karl Bachl Betonwerke GmbH & Co. KG
- Karl Bachl Kunststoffverarbeitung GmbH & Co. KG
- Karl Bachl Fenster- und Türenwerk GmbH & Co. KG
- Karl Bachl Granitwerk GmbH & Co. KG
- Karl Bachl Recycling GmbH & Co. KG
- Karl Bachl Autohaus GmbH & Co. KG (Mercedes-Benz)
- AHS Autohaus-Handels und Service GmbH (Kia, Opel)
- KBPE Projektentwicklung Handels GmbH & Co. KG
- KB Immobilenverwaltungs & FM GmbH & Co. KG
- KBVW GmbH & Co, Vermögensverwaltungs KG
- Mitglied der BACHL Gruppe:
- Bayerwald - Fenster Haustüren GmbH & Co. KG
- Löser+Körner Planungsgesellschaft GmbH & Co. KG
- Metz forming GmbH & Co. KG
- ROMPLAST Regenerat GmbH & Co. KG

## Standorte

### Baudienstleistungen
- Hoch- und Tiefbau, Deching (Ortsteil von Röhrnbach),  Bayern
- Asphaltmischanlage, Hauzenberg,  Bayern
- Granitwerk, Hauzenberg
- Bauhof, Deching
- Industrie- und Gewerbebau, Deching
- Wohnungsbau, Deching

### Betonwerke
- Betonwerk, Deching
- Betonwerk, Hengersberg,  Bayern
- Betonwerk, Steinerleinbach,  Bayern
- Transportbetonwerk, Sulzbach
- Stahlbau, Deching
- Metallbau, Colditz / OT Lastau,  Sachsen

### Kunststoffverarbeitung
- Kunststoffverarbeitung, Röhrnbach,  Bayern
- Kunststoffverarbeitung, Freyung,  Bayern
- Dämmstoffwerk, Paitzdorf,  Thüringen
- Dämmstoffwerk, Tittling,  Bayern
- Perlitewerk, Porschendorf,  Sachsen
- Dämmstoffwerk, Landsberg am Lech,  Bayern
- Dämmstoffwerk, Biedenkopf
- Dämmstoffwerk, Liesborn,  Nordrhein-Westfalen

### Fenster- und Türenwerke
- Fenster- und Türenwerk, Rampersdorf
- Fenster- und Türen Niederlassung Nord, Colditz / Ortsteil Lastau